# Muthuvel Karunanidhi
Muthuvel Karunanidhi (né 3 juin 1924 et mort le 7 août 2018) est un homme politique indien qui a été premier ministre de l'État du Tamil Nadu pendant cinq mandats entre 1969 et 2011. Il est président du parti politique Dravida Munnetra Kazhagam de 1969 jusqu'à sa mort. En soixante ans de carrière politique, il est connu pour avoir remporté chaque élection à laquelle il s'est présenté. Avant sa carrière politique, il était scénariste de cinéma à Kollywood. Il est surnommé « Kalaignar » (« l'artiste ») ou « Tamil Innaththalaivar » (« le chef du peuple tamoul ») par ses partisans,. Son fils, M. K. Stalin, est l'actuel premier ministre du Tamil Nadu. 

## Élections
Karunanidhi a remporté toutes les élections à l'assemblée du Tamil Nadu depuis 1957, sauf en 1984 où il ne s'est pas présenté.
| Année | Circonscription | Résultat | % de vote | Candidat d'Opposition    | Parti d'opposition | % de vote d'opposition |
| ----- | --------------- | -------- | --------- | ------------------------ | ------------------ | ---------------------- |
| 1957  | Kulithalai      | élu      |           | K. A. Dharmalingam       | INC                |                        |
| 1962  | Thanjavur       | élu      |           | A. Y. S. Parisutha Nadar | INC                |                        |
| 1967  | Saidapet        | élu      |           | S. G. Vinayagamurthy     | INC                |                        |
| 1971  | Saidapet        | élu      |           | Kudanthai Ramalingam     | Congress (O)       |                        |
| 1977  | Anna Nagar      | élu      | 50.1      | G. Krishnamurthy         | ADMK               | 30.98                  |
| 1980  | Anna Nagar      | élu      | 48.97     | H.V.Hande                | ADMK               | 48.31                  |
| 1984  | Pas candidat    |          |           |                          |                    |                        |
| 1989  | Harbour         | élu      | 59.76     | K.A.Wahab                | Muslim League      | 13.84                  |
| 1991  | Harbour         | élu      | 48.66     | K. Suppu                 | ADMK               | 47.26                  |
| 1996  | Chepauk         | élu      | 77.05     | N.S. Nellai Kannan       | INC                | 17.24                  |
| 2001  | Chepauk         | élu      | 51.91     | R. Damodharan            | INC                | 43.5                   |
| 2006  | Chepauk         | élu      | 50.96     | Dawood Miah Khan         | Independent        | 38.25                  |
| 2011  | Thiruvarur      | élu      | 62.9      | M. Rajendran             | ADMK               | 33.93                  |
| 2016  | Thiruvarur      | élu      |           | R. Pannerselvam          | ADMK               |                        |